# Longeville-sur-Mer
Longeville-sur-Mer là một xã ở tỉnh Vendée trong vùng Pays de la Loire, Pháp. Xã này có diện tích 38,05 kilômét vuông, dân số năm 2006 là 2271 người. Xã này nằm ở khu vực có độ cao trung bình 20 mét trên mực nước biển.

## Biến động dân số
| Năm | 1962  | 1968  | 1975  | 1982  | 1990  | 1999  | 2006  |
| --- | ----- | ----- | ----- | ----- | ----- | ----- | ----- |
| Dân số | 1 693 | 1 700 | 1 791 | 1 876 | 1 979 | 1 962 | 2 271 |
| From the year 1962 on: No double counting—residents of multiple communes (e.g. students and military personnel) are counted only once. |       |       |       |       |       |       |       |